# Dysdaemonia fasciata
Dysdaemonia fasciata är en fjärilsart som beskrevs av Volker John 1928. Dysdaemonia fasciata ingår i släktet Dysdaemonia och familjen påfågelsspinnare. Inga underarter finns listade i Catalogue of Life.